# Baldur Ragnarsson
Baldur Ragnarsson (ur. 25 sierpnia 1930, zm. 25 grudnia 2018) – islandzki pisarz tworzący w esperancie.

## Życiorys
Baldur Ragnarsson naukę esperanta zaczął w 1949, jako gimnazjalista; aktywną działalność w krajowym i międzynarodowym ruchu esperanckim rozpoczął w 1952.
Jako poeta zadebiutował w 1958 w Esperanta Antologio. W latach 1975–1985 przewodniczył Belartaj Konkursoj (Konkursy Sztuk Pięknych) UEA. W 1980 zastąpił Williama Aulda na stanowisku wiceprzewodniczącego UEA do spraw kultury i edukacji. Funkcję tę pełnił do 1986.
Od 1979 był członkiem Akademio de Esperanto.
Pracował jako nauczyciel języka islandzkiego i angielskiego w gimnazjum w Reykjavíku.

## Dzieła

### Zbiory poezji
- Ŝtupoj sen nomo 1959
- Esploroj 1974
- La lingvo serena 2007
- La neceso akceptebla 2008
- La fontoj nevideblaj 2010
- Laŭ neplanitaj padoj 2013
- Momentoj kaj meditoj 2016

### Tłumaczenia z języka islandzkiego na esperanto
- Sub stelo rigida (Tłumaczenie poezji Torsteina fra Hamri) 1963
- Islandaj pravoĉoj (Tłumaczenie trzech opowiadań i jednego poematu starożytnej literatury islandzkiej) 1964
- Sagao de Njal (tłumaczenie największej ze starożytnych sag islandzkich) 2003

Oprócz tego Baldur Ragnarsson przetłumaczył dziesiątki krótszych utworów dla różnych periodyków, głównie dla czasopisma La tradukisto.